# Двадцять четверта династія єгипетських фараонів
XXIV династія фараонів Стародавнього Єгипту. Династія часто розглядається як частина Третього перехідного періоду.

## Правителі
XXIV династія — це коротка за часом династія. Столиця під час правління цієї динстії була Саїс, на заході дельти Нілу. Відомі такі правителі XXIV династії:
| Фараон    | Тронне ім'я | Правління (до н. е.) | Дружина(и) | Комментар |
| --------- | ----------- | -------------------- | ---------- | --------- |
| Тефнахт I |             | 732 — 725            |            |           |
| Бокхоріс  |             | 725 — 720            |            |           |

1. ↑  Усі роки подані до нашої ери.